# Nir Davidovich
Nir Davidovich (in ebraico 'ניר דוידוביץ'‎?; Haifa, 17 dicembre 1976) è un ex calciatore israeliano, di ruolo portiere.
Anche suo padre è stato un calciatore.